# José García Tella
 José García Tella  (Madrid, 8 de mayo de 1906 - Draveil, 20 de octubre de 1983) fue un pintor y militante anarquista español. 

## Biografía
José García Tella nació en Madrid el 8 de mayo de 1906. Militante de la CNT, trabajó en la empresa Eastman Kodak hasta el Golpe de Estado de 1936 y la posterior Guerra Civil, cuando empezó a dedicarse por completo al trabajo cinematográfico. Se alistó como voluntario en el bando republicano, para el que combatió en el frente de Madrid y realizó varios cortometrajes.
Tras la derrota republicana se exilió en Francia. Tras algunas peripecias, consiguió trabajo en El Havre hasta que durante la Segunda Guerra Mundial fue deportado a Bremen. Consiguió huir en 1942 hacia París. Al terminar la guerra en 1945 fundó junto a Manuel Lara la revista Galería, que fue perseguida por la censura. En 1948 comenzó a pintar. Su primer lienzo fue La Santa Cena.
Presentado a Henri-Pierre Roché, gran coleccionista y crítico avezado, recibirá de él hasta su muerte en 1959 consejos, ayudas y estímulos. En 1951, sus obras se presentan en la casa de Jeanne Bucher en París. Más tarde, su participación en el Salón de Arte Sacro, su exposición en el Museo de Arte Moderno de Paris (Evolution), y su participación en la Escuela de París son notables. Durante su colaboración con el pintor de 1948 a 1958, Roché habrá adquirido no menos de 165 óleos del artista.
En febrero de 1960, conoce a Michel Migraine, que le organiza una exposición en el Havre, Galería Giotto, y luego en París, Galería Mady Bonnard. Sucesivamente a partir de 1961 y hasta su muerte en 1983, expone en el Havre, Cherbourg, París en la Galería del Taller Maestro Albert y la Galería 3 + 2.
Posteriormente, Tella expone en la Galerie Drevet, la Maison d'Espagne o la Galería Jean-Claude Riedel. Michel Louis ha rendido homenaje a la obra del artista en su espectáculo Le prétexte. El pintor fue también invitado a diferentes salones como el Salón del arte libre, el Salón Populista, el Salón de los superindependientes, el Salón de los artistas franceses y el Salón de mayo.
Su obra está presente en numerosas colecciones particulares de Europa, América o Japón. Los museos de México, Ginebra, Alcazar de San Juan (España),Museo Reina Sofía (Madrid-España) poseen óleos del artista.